# Mohed
Mohed är en tätort i Söderhamns kommun med drygt 400 invånare.

## Historik
Redan under 1500-talet exercerades i Mo, och 1689 inrättades Mohed, beläget vid Florsjön, 3,5 km norr om Bergviks station, som fast mötesplats för Hälsinge regemente. Regementet avflyttade 1908 till Gävle och 1911 överlämnades dess byggnader till länet, vilket lät bygga om dessa till ett 1914 öppnat tuberkulossanatorium. I samband med regementets utflyttning restes en minnessten med inskriften "Mohed, Hälsinge regementes mötesplats 1689-1908". Sanatoriet var i bruk fram till 1950-talet.
Under perioden 1729-1859 fanns det av Stephen Bennet grundade Flors linnemanufakturi, vilket var beläget i Flor vid den byggnad som sedan, fram till 2006, var Mo prästgård, 5 km väster om Mohed. Det var ett linneväveri som under storhetstiden 1740-1770 sysselsatte bortåt 200 personer. Manufakturiet höll sådan kvalitet att eget hallmärke erhölls, något som var ovanligt för tiden. Delar av produktionen gick till hovet i Stockholm. Ranbogården hade under 2009-2011 en utställning om Flors linnemafakturi.

### Befolkningsutveckling
| Befolkningsutvecklingen i Mohed 1990–2020                                                                             | Befolkningsutvecklingen i Mohed 1990–2020 | Befolkningsutvecklingen i Mohed 1990–2020 | Befolkningsutvecklingen i Mohed 1990–2020 | Befolkningsutvecklingen i Mohed 1990–2020 |
| --- | ----------------------------------------- | ----------------------------------------- | ----------------------------------------- | ----------------------------------------- |
| |                                           |                                           |                                           |                                           |
| År |                                           |                                           | Folkmängd                                 | Areal (ha)                                |
| 1990 | 1990                                      |                                           | 417                                       | 94                                        |
| 1995 | 1995                                      |                                           | 464                                       | 103                                       |
| 2000 | 2000                                      |                                           | 441                                       | 103                                       |
| 2005 | 2005                                      |                                           | 416                                       | 103                                       |
| 2010 | 2010                                      |                                           | 393                                       | 103                                       |
| 2015 | 2015                                      |                                           | 550                                       | 186                                       |
| 2020 | 2020                                      |                                           | 509                                       | 182                                       |
| Anm.: Ny tätort 1990. Sammanvuxen 2015 med bebyggelsen i Mo och småorten Mo (norra delen), vilken sedan 2023 bröts ut |                                           |                                           |                                           |                                           |

## Evenemang
Mohed var centralort för O-Ringen 1981, 2006 och 2011. Hårdrocksfestivalen Rockweekend arrangerades här 2010 med artister som Deep Purple och Twisted Sister som lockade 21 000 besökare under tre dagar. I Mohed arrangeras även Equmenias nationella scoutläger 2019 vid namn ”PRISMA”. Ca 3000 scouter var då samlade på flygfältet.